# 一瀬由梨
一瀬 由梨 (いちのせ ゆり、1991年11月10日 - )は、競技麻雀のプロ雀士。日本プロ麻雀連盟所属。団体内の段位はニ段。

## 来歴
鳥取県出身。フェリス女学院大学在学時に友人に勧められて麻雀を覚え、雀荘に通うなど麻雀の世界にはまり、テレビでの放送対局を見て「もしプロ雀士になれたらテレビに出られるかもしれない」と思い、プロ雀士を目指す。2017年に日本プロ麻雀連盟のプロテストを受けて合格。
麻雀最強戦2021の「女流プロ最強新世代」で優勝を果たしファイナル出場を決め、ファイナル1stステージでは鈴木大介から国士無双を和了るなど初出場にして決勝卓進出を果たす（決勝卓では瀬戸熊直樹、宮内こずえに次ぐ3着）。
2023年に行われたMリーグチーム・EX風林火山の「スペシャルスパーリングパートナー」(SSP) 選考大会『IKUSA』ではプロ208名の参加した予選でトップの成績を収めて本大会出場を決めるも、準決勝では7戦で3トップ4ラスという出入りの激しい麻雀の末、8戦合計マイナス52.4ポイントの6位で決勝進出を逃した。

## 雀風・人物
- プロ志望時から憧れていたという二階堂亜樹[3]と、雰囲気が似ていると言われる黒沢咲の2人のMリーガーの影響を受けて、ドラを大切にし高打点を目指す攻めの強い雀風[1]。黒沢の「セレブ（麻雀）」に倣って「裏セレブ」の愛称を持つ[1]。
- 本職はシステムエンジニア。大学の授業にIT系の講義が多く取り入れられていたこともあり、プログラミング技術を習得し、メーカー系のシステムインテグレーターに就職[2]。平日はシステムエンジニアとしてフルタイム勤務をしつつ、早朝や帰宅後にオンライン麻雀で腕を磨き、週末に雀士としての活動を送る日々を続けている[2]。
- 趣味は料理とポーカー[1]。

## 主な戦績
- 麻雀最強戦2021 女流プロ最強新世代 優勝

## 出演

### 映画
- 麻雀最強戦 the movie（2022年11月18日公開、マグネタイズ）監督:原澤遊風[8]